# Monetaria caputserpentis
Monetaria caputserpentis (nomeada, em inglês, serpent's-head cowrie ou snake-head cowrie; conhecida por búzio pelas religiões de matriz africana do Brasil, junto com Monetaria moneta e Monetaria annulus; em Portugal, denominada cipreia-cabeça-de-serpente) é uma espécie de molusco gastrópode marinho pertencente à família Cypraeidae da ordem Littorinimorpha. Foi classificada por Linnaeus, com a denominação Cypraea caputserpentis, em 1758, na obra Systema Naturae. É nativa do Indo-Pacífico, desde as costas da África Oriental até o Havaí e as ilhas Galápagos, no Equador.

## Descrição da concha e hábitos
Concha grossa, ovalada e um tanto achatada, de coloração castanha com marcações em branco; de 2.5 centímetros até pouco mais de 3.5 centímetros e com sua superfície aporcelanada. Abertura estreita e de coloração mais clara, com poucos dentes no lábio externo e columela, fortes e curtos.

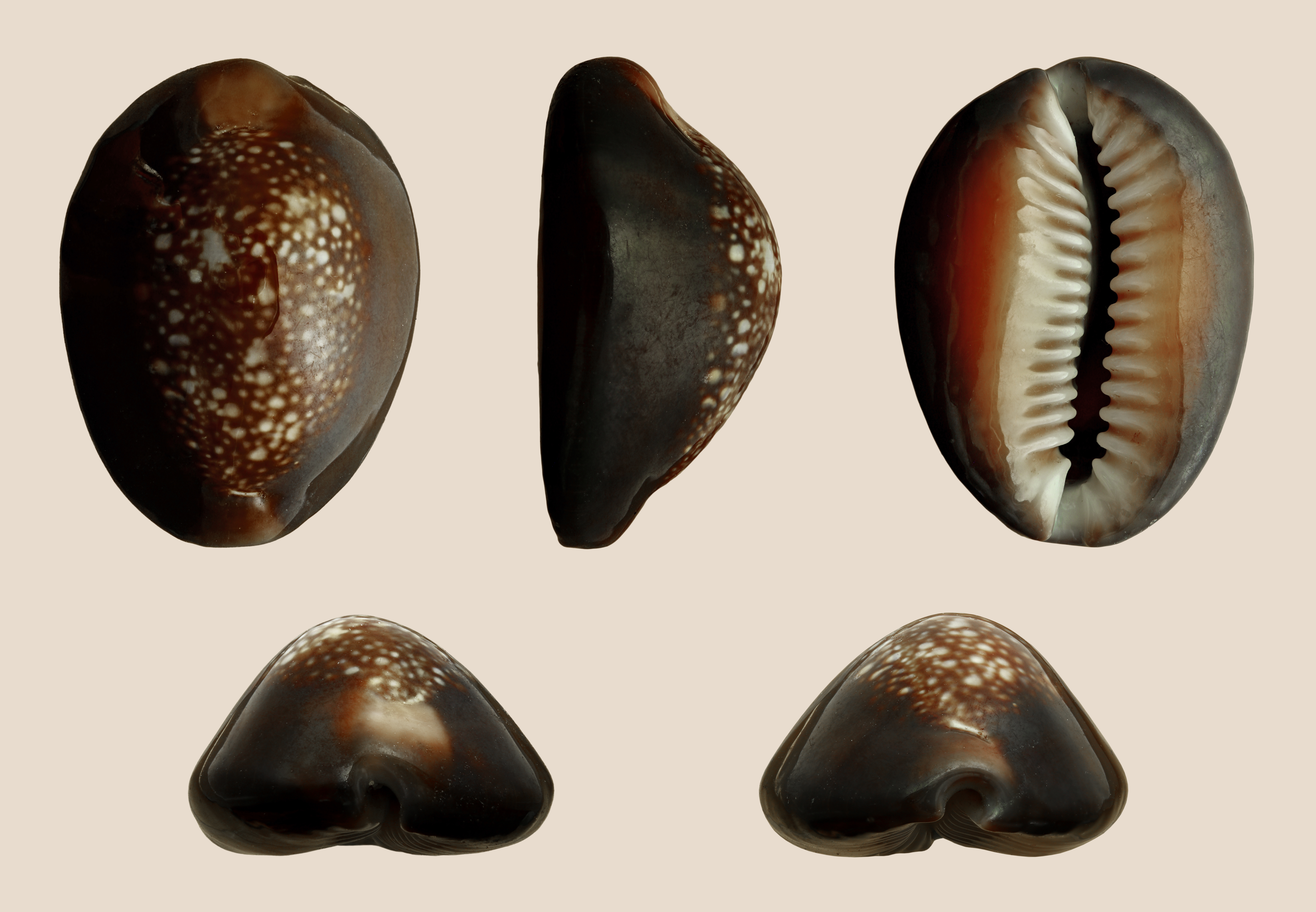
Cinco vistas da concha de M. caputserpentis.

É encontrada nas águas rasas da zona entremarés até a zona nerítica, embaixo e em fendas nas rochas.

## Distribuição geográfica
Esta espécie ocorre no Indo-Pacífico; nas costas das Seicheles, Comores, Somália, Quênia, Tanzânia, Moçambique, Madagáscar e Maurícia, na África Oriental, e África do Sul; passando pelo oceano Índico até o Pacífico, nas Filipinas e Austrália, em Albany, na Austrália Ocidental, no norte tropical, no Mar de Coral e na Grande Barreira de Coral, em Queensland, até Nova Gales do Sul e leste de Victoria e nas costas da Nova Zelândia, indo em direção ao Havaí e em direção ao leste do Pacífico, chegando às ilhas Galápagos, no Equador; mas também registrada na Colômbia.

## Utilização deMonetaria caputserpentispelo Homem
Conchas de Monetaria caputserpentis são usadas, nas religiões de matriz africana do Brasil, pelos médiuns, para identificar os orixás que norteiam cada pessoa (no jogo de búzios); também servindo como ornamento em altares e como objetos litúrgicos.

## Subespécies
Três subespécies são registradas para esta espécie:
- Monetaria caputserpentis argentata Dautzenberg & Bouge, 1933[13]
- Monetaria caputserpentis kenyonae Schilder & Schilder, 1938
- Monetaria caputserpentis nivalis Lorenz & Vuillet, 2016